# Гемиджи
Гемиджи (на турски: Gemici) е село в Източна Тракия, Турция, вилает Одрин. Околия Узункьопрю.

## География
Селото се намира на 13 км северозападно от Узункьопрю.

## История
В XIX век Гемиджи е село в Узункьоприйска кааза в Одринския вилает на Османската империя. Според „Етнография на вилаетите Адрианопол, Монастир и Салоника“, издадена в Константинопол в 1878 година и отразяваща статистиката на населението от 1873 година, Гемиджи-кьой (Ghemidji-keui) има 20 домакинства и 71 жители мюсюлмани.